# Притика Іван Степанович
Іва́н Степа́нович Прити́ка (1947—2018) — український поет, член НСПУ.

## Життєпис
Народився 1947 року в селі Чкаловка (Іванківський район, Київська область). Жив і працював у Києві.
42 роки викладав історію в Київській ЗОШ № 277 з поглибленим вивченням англійської мови (Деснянський район), вчитель-методист вищої категорії.
Публікував свої твори в іванківській газеті «Трибуна праці». Був організатором шкільних свят, випускникам присвячував свої вірші.
З 2012 року був членом Національної спілки письменників України, автор 18 книг.
26 червня 2018 року приїхав до Іванкова, планував віднести до районної бібліотеки нові видані книжки, відвідати Чкаловку; йому стало зле в центрі міста, де й помер.